# الصندوق الوطني للضمان الاجتماعي (المغرب)
الصندوق الوطني للضمان الاجتماعي (CNSS) هو مؤسسة عمومية مغربية تأسست في عام 1959، تتجلى مهمتها في ضمان الأمن الاجتماعي للطبقة الشغيلة تحت الإشراف الإداري لوزارة التشغيل والشؤون الاجتماعية. ويعد الصندوق نظاماً للضمان الاجتماعي إلزامي بالنسبة للعاملين في مجالات الصناعة والخدمات والمهن في المغرب، حيث يضمن لهم الحماية ضد مخاطر الحد من الأجرة في حالة المرض والأمومة والعجز والشيخوخة، بٱستخدمه للمستحقات التي يتم اقتطاعها سلفاً طيلة مدة العمل وشهريا من أجرة الأجير حيث تصبح بمثابة تعويضات عائلية. كما بمجرد الوفاة يمكن لجل العائلات المنخرطين بها الاستفادة من معاش الورثة ومنحة الوفاة.
المدير العام الحالي للصندوق الوطني للضمان الاجتماعي هو حسن بوبريك

## تاريخ الضمان الاجتماعي
تم إحداث نظام الضمان الاجتماعي الذي يشرف على تدبيره الصندوق الوطني للضمان الاجتماعي منذ أكثر من 50 سنة. وكان صندوق الإعانة الاجتماعية الذي يعتبر عموما بمثابة الأصل الذي ينحدر منه صندوق الضمان الاجتماعي قد أنشئ في سنة 1942 من قبل أرباب العمل من أجل منح التعويضات العائلية لعمال المقاولات الكبرى و تعويضات النساء عن الولادة.  
أسس نظام الضمان الاجتماعي لأجراء الصناعة والتجارة والمهن الحرة سنة 1959. و تتمثل مهمة هذا النظام في حماية المؤمنين الاجتماعيين من أخطار إيقاف دخلهم في حالة المرض أو الولادة أو العجز أو الشيخوخة وفي منحهم التعويضات العائلية و إعطاء ذوي حقوقهم إعانة عند الوفاة و معاشا للمتوفى عنهم.
بعد دخول هذا النظام حيز التطبيق في فاتح ابريل 1961، تم توسيعه فيما بعد ليشمل قطاعي الفلاحة والصناعة التقليدية. وقد شهد تحسينات و توسيعا للتعويضات الممنوحة و إحداث شبكة من المؤسسات الصحية على شكل مصحات متعددة التخصصات.
تم تأسيس نظام الضمان الاجتماعي منذ سنة 1959 لفائدة المأجورين في الصناعة والتجارة والمهن الحرة، وعهد بتسييره إلى الصندوق الوطني للضمان الاجتماعي(CNSS)، الذي من مهامه حماية المؤمن لهم ضد مخاطر فقدان الدخل بسبب المرض والأمومة والزمانة والشيخوخة، وكذا صرف التعويضات العائلية والتعويضات عن الوفاة ومعاش المتوفى عنهم.
ويتم تمويل هذا النظام بواسطة مساهمات أرباب العمل والأجراء المنخرطين على حد سواء وعلى أساس الأجر الشهري الصافي الذي يستفيد منه العامل، كما أن الصندوق يقوم بإيداع الأموال المتوفرة لديه الغير لازمة لتسييره لدى صندوق الإيداع والتدبير. وقد دخل هذا النظام حيز التطبيق في فاتح أبريل 1961 وتم فيما بعد تمديده إلى قطاعات الفلاحة والصناعة التقليدية. وفي سنة 1964 تم تحديد واجبات الاشتراك الواجب أداؤها للصندوق الوطني من طرف البحارة الصيادين بالمحاصة. وفي سنة 1972 تم تتميم وتغيير ظهير 1959 الجاري به العمل في نظام الضمان الاجتماعي، بهدف تحسين الخدمات، تحسين التسيير وتبسيط المساطر، فعرف على إثر ذلك عدة تحسينات على مستوى التعويضات المخولة:
- سنة 1982: تم تطبيق نظام الضمان الاجتماعي على المشغلين والعملة بمؤسسات الاستغلال الفلاحية والغابوية والمرافق التابعة لها.
- سنة 1994: تم تحديد الشروط التي يطبق بها نظام الضمان الاجتماعي على الأجراء العاملين بالمنشآت الحرفية.
- سنة 2004: تم إصدار القانون رقم 17.02 الذي بموجبه تم تغيير وتتميم ظهير 1972 المتعلق بهذا النظام.
- سنة 2011: تم تمديد نظام الضمان الاجتماعي ليشمل العاملين الغير الأجراء الحاملين لبطاقة السائق المهني.
- سنة 2021: تعيين حسن بوبريك كمدير عام.